# Лыгденов, Солбон Дондокович
Солбо́н Дондо́кович Лыгде́нов (род. 27 июня 1971, Монды, Бурятская АССР) — российский бурятский кинорежиссёр.

## Биография
Родился 27 июня 1971 года в улусе Монды Тункинского района Западной Бурятии. Окончил Улан-Удэнское педагогическое училище, художественно-графическое отделение (1991 год).
С 1993 по 1997 год работал главным художником Бурятской телерадиокомпании. В 1999 году окончил Восточно-Сибирскую академию культуры и искусств (в Улан-Удэ, Бурятия), факультет театральной режиссуры.
В качестве художника-постановщика участвовал в создании нескольких фильмов. Как кинорежиссер снял фильмы, которые  повествуют о жизни простых людей Бурятии и Сибири.
Самая значительная работа режиссера на данный момент — фильм «321-я Сибирская», в которой рассказывается о 321-й стрелковой дивизии, бойцы которой героически сражались в битве под Сталинградом. Дивизия была сформирована в 1942 году из жителей Иркутской и Читинской областей, Бурят-Монгольской и Якутской АССР.
В качестве каскадера снялся в нескольких фильмах.

## Фильмография
- Булаг-2[4]
- 2060. Стена. Поколение Z — что дальше?[5]
- 321-я Сибирская (2016)[6], режиссер
- Булаг (2013)[7]
- Сомнамбула (2012)[8], фильм РФ, Художник
- Золотые шахматы Будды (2010)
- Легенда острова Двид (2010)
- Герои возвращаются на Восток (художник-постановщик) (2006).